# Tranciato precomposto
Il tranciato precomposto o brevemente il precomposto è un sottile foglio di legno utilizzato come impiallacciatura nel settore del legname; viene anche chiamato tranciato di legno multilaminare.
Contrariamente al tranciato comune di legno che viene ottenuto riducendo in fogli un tronco di legno pregiato, il precomposto si ricava incollando tra loro vari fogli di legno colorato (solitamente non pregiato) fino a ricomporre un nuovo tronco e poi procedendo alla tranciatura di tale tronco multilaminare, precisamente come avviene col prodotto naturale; i vari strati di legno colorato simulano gli anelli del tronco, ricreando le venature e le fiammature del tranciato normale.

## Differenze
Il precomposto simula, il più delle volte in maniera veramente sorprendente, un vero tranciato finanche a riprodurre nodi e piccoli difetti presenti nel legno in natura. Risulta pertanto veramente difficile distinguere, sul mobile finito, un tranciato precomposto dal vero legno sovente anche da occhio esperto. Si possono però notare delle piccole differenze nei pori: mentre nel legno 'normale', vale a dire allo stato naturale, ci sono pori di dimensioni molto variabili, da essenza ad essenza, che seguono in maniera abbastanza omogenea la vena, nel precomposto si notano al posto di tali pori, delle piccolissime fessurazioni poco profonde, di qualche millimetro di lunghezza che, pur seguendo l'andamento delle vene, risultano orientate tra loro a spina di pesce. Il tipo di verniciatura applicato al tranciato può attenuare ulteriormente questa già esigua differenza.

## Pregi e difetti
Forse il problema maggiore del tranciato normale è la sua scarsa omogeneità: anche all'interno stesso di qualsiasi tronco si trovano parti più scure o più chiare, parti con nodi o difetti più o meno evidenti e ancora, parti che assorbono le vernici in maniera diversa. Questo fa sì che, ad ogni fase della lavorazione, fino al montaggio, sia necessaria un'accuratissima selezione. ne segue pertanto che tale lavorazione sia meglio fatta da maestranze di provata competenza ed esperienza e, in conseguenza, con costi di manifattura maggiorati. Il precomposto al contrario risulta molto più omogeneo pur ricreando dettagliatamente il legno genuinamente 'al naturale'.  Per questo motivo è particolarmente apprezzato nella produzione di ante e, in generale in quella di mobili. Produzione che può avvenire senza eccessive variazioni di tono nelle colorazioni; nonché , fattore importante questo dell'aspetto economico, può permettere l'impiego di personale meno specializzato e così meno costoso. 
Come per il tranciato e il massello, anche il precomposto rilascia tannini e vira i propri toni in presenza di luce solare: il fenomeno naturale risulta comunque notevolmente attenuato in quanto i legni usati nella fabbricazione sono selezionati appositamente.
Il precomposto, essendo effettivamente nella sua struttura legno naturale, è molto simile come durezza e come resistenza all'acqua ai normali tranciati, pertanto è quasi sempre verniciato per proteggerne la superficie subendo le stesse lavorazioni.
Rispetto al tranciato normale esso risulta a volte meno costoso mentre altre volte è più costoso: il paragone non è sempre facile in quanto le specie di legno e la scelta dei tranciati possono veramente influire molto sul costo finale. Dato comunque che i due tipi - naturale e precomposto - presentano lavorazioni simili, sul prodotto finito si possono riscontrare prezzi abbastanza paragonabili.
Il precomposto permette inoltre di creare essenze di fantasia o, più comunemente, di ricreare legni esotici, rari o protetti con l'uso di legni meno nobili provenienti da piantagioni o foreste certificate.